# Aarne Ruben

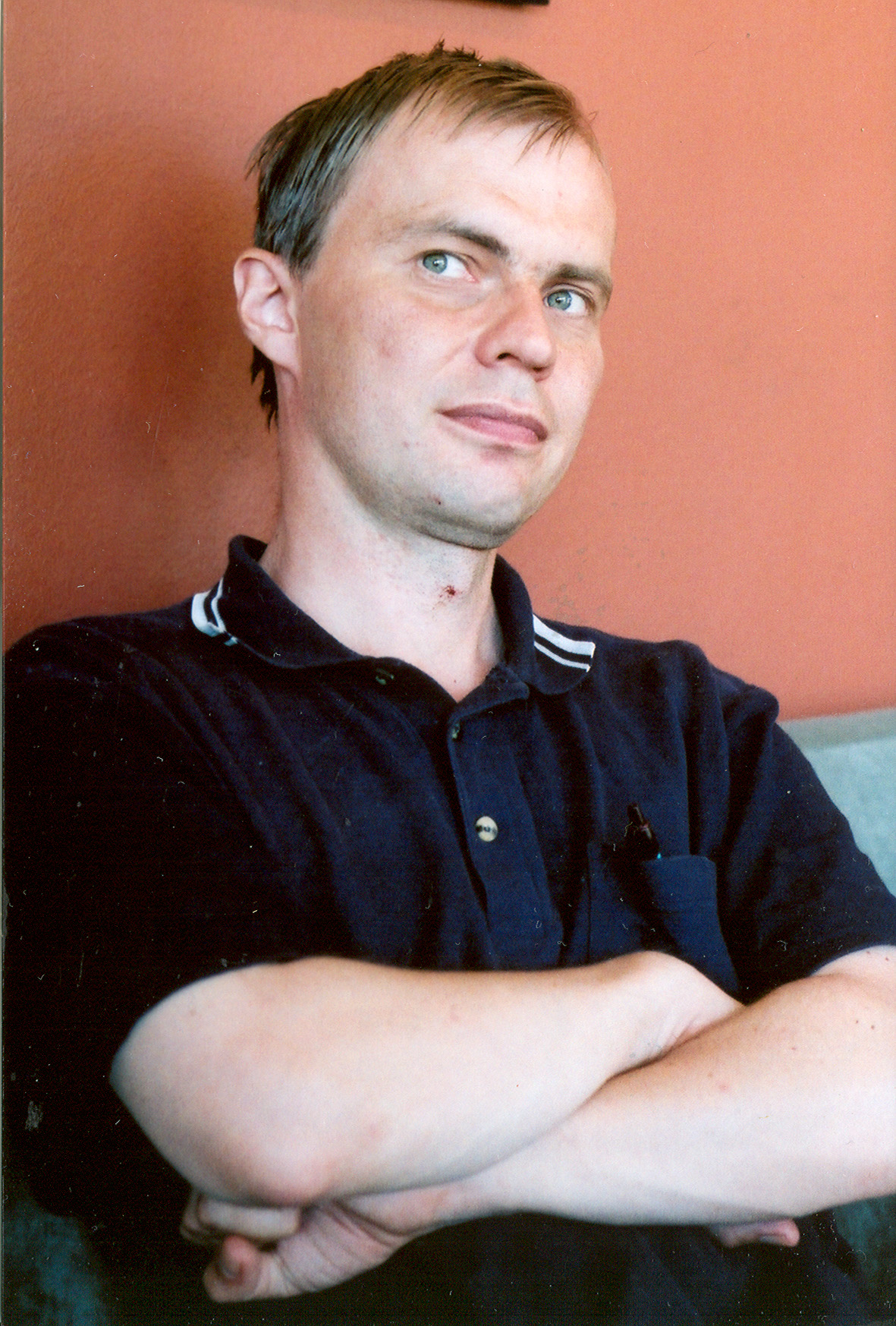
Aarne Ruben, 2009

Aarne Ruben (* 17. Juli 1971 in Tallinn) ist ein estnischer Schriftsteller und Semiotiker.

## Leben
Aarne Ruben machte 1990 sein Abitur in Rapla und arbeitete nach Ableistung des Wehrdienstes als Journalist. 2001 nahm er an der Pädagogischen Hochschule Tallinn das Studium der estnischen Sprache und Literatur auf, das er 2006 abschloss. Zwei Jahre später erhielt er mit einer Arbeit über Karl Ristikivi den Magistergrad. Seitdem ist er sowohl wissenschaftlich als auch schriftstellerisch tätig.
Ruben ist seit 2000 Mitglied des Estnischen Schriftstellerverbandes.

## Literarisches Werk
Ruben debütierte 1993 in einem Gedichtschuber mit mehreren anderen und wurde als der „vermutlich begabteste“ Autor bezeichnet. Er legte noch einen weiteren Gedichtband vor, wechselte danach aber zur Prosa, wobei er häufig Themen oder Personen aus der estnischen Geschichte behandelt. Hierbei verwendet er bisweilen eine Collagetechnik und bewegt sich bewusst an der Grenze zur Sachliteratur. Diese „Verbindung von historischen Themen mit unkonventionellen Techniken war eine Neuheit in der estnischen Literatur.“
Sein bislang größter Erfolg war der Roman Volta heult kläglich (2001), womit er den ersten Preis im Romanwettbewerb gewann. Der Titel spielt auf einen Roman von Anton Hansen Tammsaare an, der im dritten Teil seiner Pentalogie Wahrheit und Recht im zweiten Absatz des Eingangskapitels den Satz schreibt: „Kaum aber hatte er seinen Schritt verhalten, da ertönte heulend, beinahe klagend eine Fabriksirene.“ Damit wurde die Situation in Tallinn zur Zeit der Revolution von 1905 charakterisiert. Da Volta eine bekannte Fabrik in Tallinn war, nahm die Leserschaft automatisch die korrekte historische Einordnung vor. Jedoch behandelt der Roman die besagte Revolution nur am Rande, dargestellt wird vielmehr das gesamte erste Drittel des 20. Jahrhunderts der estnischen Geschichte. Außerdem enthält der Roman eine Darstellung der Geschichte des Dadaismus und will selbst ein dadaistischer Roman sein, was durch das Fehlen des Punktes am Ende illustriert wird. Durch seinen postmodernen Einschlag wurde der Roman auch gesehen als „Kommentar oder Paraphrase zur gesamten estnischen Literatur“.

## Auszeichnungen
- 2000 Erster Preis beim Estnischen Romanwettbewerb

## Bibliografie
- Raevule ('Zur Wut'). Tallinn: Eesti Raamat 1993. 63 S. (Kassett 92)
- Ajakirjanik ('Der Journalist'). Tallinn: s.n. 1994. 40 S.
- Vares-Barbaruse valitsus ('Die Regierung Vares-Barbarus'). Tallinn: SE&JS 2001. 246 S.
- Volta annab kaeblikku vilet ('Volta heult kläglich'). Tallinn: Tänapäev 2001. 346 S.[7]
- Elajas trepi eelastmel (Die Bestie 'auf dem Treppenabsatz'). Tallinn: Tuum 2004. 237 S.[8]
- Lugusid Anveltist ja Kingissepast ('Geschichten von Anvelt und Kingissepp'). Tallinn: Eesti Keele Sihtasutus 2007. 192 S.
- Ärid kuuliaukudega majades ('Geschäfte in Häusern mit Einschusslöchern'). Tallinn: Eesti Raamat 2009. 235 S.
- Viimne kohtupäev ('Das Jüngste Gericht'). Tallinn: Eesti Raamat 2010. 151 S.
- Püstol Waltheriga metsikutes laantes ('Mit einer Walther in wilden Wäldern'). Tallinn: Eesti Raamat 2011. 207 S.
- Ilusast naisest ei saa head muumiat ('Von einer schönen Frau bekommt man keine gute Mumie'). Muraste: Randvelt Kirjastus 2011. 299 S.
- Karl Kiilaspea pärijad ('Die Erben von Karl Kiilaspea'). Tartu: Fantaasia 2013. 200 S.
- Talvehommiku härmas kindakirjad: mõistuslik lugu Djatlovi kurust ('Bereifte Handschuhmuster eines Wintermorgens. Die rätselhafte Geschichte des Djatlow-Passes'). Tartu: Fantaasia 2016. 126 S.
- The Story of Lutheran Sects. „In Christ We Speak“. Cambridge: Cambridge Scholars Publishing 2020. 116 S.